# 内德·泽利奇
内德·泽利奇（Nedjeljko Zelic，1971年7月4日—）是一名澳大利亚前足球运动员，司职中后卫以及防守型中场。

## 俱乐部生涯
泽利奇的职业生涯始于澳大利亚国家足球联赛，他曾效力該聯賽的悉尼联58足球俱乐部和悉尼奥林匹克俱乐部。
泽利奇在1990年代時前往欧洲踢球。 